# ノンフィクション!!/Starlight Prologue
- ラブライブ! > ラブライブ!スーパースター!! > Liella! > ノンフィクション!!/Starlight Prologue

「ノンフィクション!!/Starlight Prologue」（ノンフィクション/スターライト プロローグ）は、Liella!のシングル。2021年10月20日にLantisから発売された。

## 概要

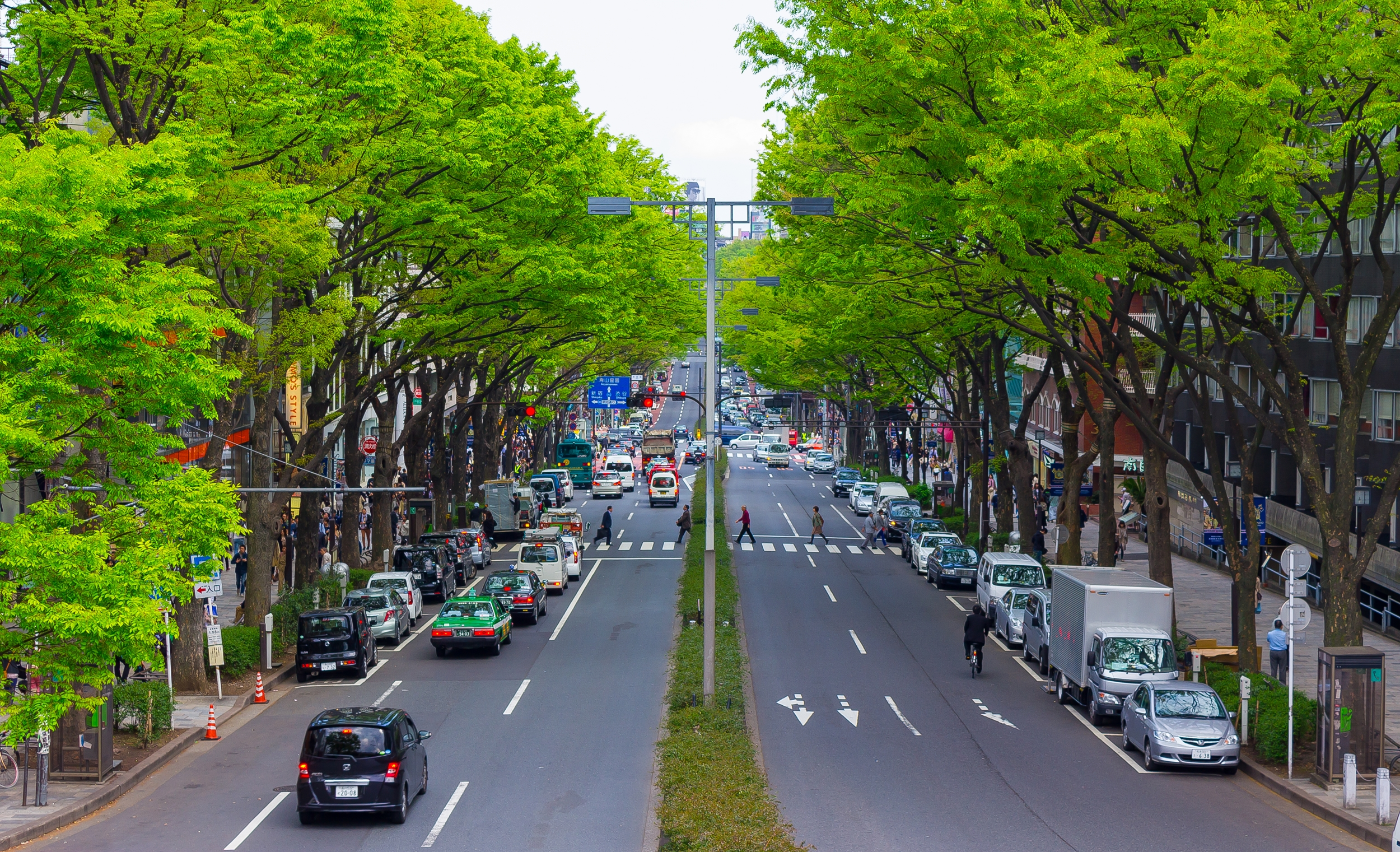
「Starlight Prologue」の舞台となった表参道

前作「常夏☆サンシャイン/Wish Song」から1ヶ月ぶりのシングル。アニメ第1期シングル第5弾。
表題曲「ノンフィクション!!」は、テレビアニメ『ラブライブ!スーパースター!!』の第1期第10話の劇中歌として使用された。平安名すみれによるセンター曲で、ラップの要素が取り入れられたジャズナンバーとなっている。この楽曲で地区予選を突破した。衣装はドレスで、平安名すみれの髪形はさらにカールがかかっている。
もうひとつの表題曲「Starlight Prologue」は、テレビアニメ『ラブライブ!スーパースター!!』の第1期第12話の挿入歌として使用された。東京大会で披露された楽曲で、大会開催日のクリスマスに合わせたウィンターソングとなっている。当初は体育館で披露する予定だったが、生徒たちのサプライズで表参道を貸し切り特設ステージで披露された。しかし、Liella!は東京大会で敗退した。
ステージではメンバーの立ち位置に合わせて5色の光の道がある演出があり、それを再現する形で1stライブでも観客がペンライトの色を5色に分けるパフォーマンスが自然発生した。また、大サビのかのんサビではこれらがマリーゴールド一色に切り替わるが、こちらも観客によって再現され大きな話題となった。
第10話盤では、FUNKY MONKEY BΛBY'Sのモン吉に加え、KEN THE 390が楽曲を提供した曲「Day1」が収録されており、ラップの要素が強くなっている。こちらも平安名すみれセンター曲となっており、ライブでは定番曲となっている。また、同じラップ曲である「ノンフィクション!!」とはセットになっており、連続で披露されることが多い。
第12話盤にのみ収録されるカップリング曲「Dream Rainbow」は、テレビアニメ『ラブライブ!スーパースター!!』の第1期第11話の挿入歌。劇中では冒頭のパートのみ披露された。
CDは「第10話盤」「第12話盤」でカップリング曲、封入されているジャケットシールが異なる。また、初回限定特典として、1stライブ『Liella! First LoveLive! Tour 〜Starlines〜』愛知・千葉公演のチケット先行抽選申込券が封入される。

## 音楽性
「ノンフィクション!!」は、第1期第10話及びサウンドトラックにおけるテレビサイズ版は冒頭ですみれが「ギャラクシー！」のセリフを言い放つが、フルサイズ版ではこのセリフがない。

## アートワーク
| 第10話盤 | 嵐千砂都・平安名すみれ・葉月恋 |
| 第12話盤 | Liella!                        |

「Starlight Prologue」のジャケットは、デビューシングル「始まりは君の空」のオマージュである。

## チャート実績
2021年10月19日付のオリコンデイリーランキングでは1.2万枚を売り上げ3位にランクインし、10月20日付では2位に浮上し、10月21日付には1位を獲得。Liella!としては初のデイリー首位を記録した。CDデビューから199日でのオリコンデイリー首位獲得は、Aqoursが「恋になりたいAQUARIUM」で達成した208日を上回り、ラブライブ!シリーズ最速の記録となった
その後も6日間連続で3位以内を守り切り、2021年11月1日付オリコン週間シングルランキングでは初動2.7万枚を売り上げ初登場3位にランクイン。CDシングルでは3作連続で最高初動を更新し、合算シングルランキングでも最高初動を更新した。

## 収録曲
- 全作詞：宮嶋淳子（特記除く）

### 第10話盤
1. ノンフィクション!! (3:23)
  - ラップ作詞：モン吉、作曲：モン吉・田中隼人、編曲：田中隼人
  - TVアニメ「ラブライブ！スーパースター!!」第1期第10話挿入歌
2. Starlight Prologue (4:06)
  - 作曲：小幡康裕、編曲：山下洋介、ストリングス：兼松衆
  - TVアニメ「ラブライブ！スーパースター!!」第1期第12話挿入歌
3. Day1 (3:58)
  - 作詞：KEN THE 390、作曲：めんま・KEN THE 390、編曲：家原正樹
4. ノンフィクション!!（Off Vocal）
5. Starlight Prologue（Off Vocal）
6. Day1（Off Vocal）

### 第12話盤
1. ノンフィクション!!
  - ラップ作詞：モン吉、作曲：モン吉・田中隼人、編曲：田中隼人
  - TVアニメ「ラブライブ！スーパースター!!」第1期第10話挿入歌
2. Starlight Prologue
  - 作曲：小幡康裕、編曲：山下洋介、ストリングス：兼松衆
  - TVアニメ「ラブライブ！スーパースター!!」第1期第12話挿入歌
3. Dream Rainbow (4:23)
  - 作曲：山口朗彦、編曲：山下洋介
  - TVアニメ「ラブライブ！スーパースター!!」第1期第11話挿入歌
4. ノンフィクション!!（Off Vocal）
5. Starlight Prologue（Off Vocal）
6. Dream Rainbow（Off Vocal）